# 三重街恒二
三重街 恒二（みえまち こうじ、1928年3月16日 ‐ ）は、大分県出身の元俳優。旧芸名は三重街 恒三、三重街 竜、三重街 龍。

## 来歴・人物
本名・佐藤辰男。三重町第一尋常小学校卒業の後、横須賀海軍通信学校に学び通信兵となる。戦後、アマチュア劇団を経て東京アカデミーの映画科に入り、1952年、重宗プロに入社。1957年、東映と専属契約を結ぶ。東京俳優生活協同組合を経て、悪役商会メンバーとして活動していた。

## 出演

### 映画
- 暴力団 （1963年、東映） - ジョージ
- おかしな奴 （1963年、東映）
- 昭和侠客伝 （1963年、東映） - 岡田
- ひも （1965年、東映）
- 網走番外地シリーズ （東映）
  - 網走番外地 （1965年） - 囚人C
  - 網走番外地 大雪原の対決 （1966年） - 子分B
- 無宿者仁義 （1965年、東映） - 組織の男C
- 海底大戦争 （1966年、東映） - チャン
- 解散式（1967年、東映） - 桜田の殺し屋B
- 博徒解散式（1968年、東映） - ボラ
- おいろけ天使 （1969年、葵映画）
- やくざ刑事シリーズ（東映）
  - やくざ刑事 マリファナ密売組織（1970年） - 朴
  - やくざ刑事 恐怖の毒ガス （1971年） - ストヨ
- 夜這い虫（1972年） ※三重街 竜名義
- 女囚さそり けもの部屋 （1973年、東映）
- 番格ロック （1973年、東映） - もつ焼屋の親父
- 日本侠花伝 （1973年、東宝） - 手配師
- ドキュメントポルノ ポルノだよ!全員集合(秘)わいせつ集団 （1974年） ※三重街 竜名義
- 少林寺拳法 （1975年、東映） -
- 東京湾炎上 （1975年、東宝）
- 東京ディープスロート夫人（1975年、東映） -沢井
- 犬神の悪霊 （1977年、東映）
- さらば愛しき大地 （1982年、プロダクション群狼） - 銀座の雀の客
- 白蛇抄 （1983年、東映） - 消防団員
- 火まつり （1985年、シネセゾン） - 漁師の男
- ふうせん2 （1995年、彩プロ） - 桐田

### テレビドラマ
- 七色仮面・新七色仮面 （1959 - 1960年、NET） ※三重街 龍名義
- ナショナルキッド （1960年、NET）
- 悪魔くん（NET）
  - 第3話「ミイラの呪い」（1966年） - ミイラ怪人
  - 第5話「ペロリゴン」（1966年） - ペロリゴンの声
  - 第11話「幻の館」（1966年） - 油絵妖怪
  - 第22話「呪いの森の魔女」（1967年） - 三次
- キャプテンウルトラ （1967年、TBS）
  - 第9話「怪生物バンデルエッグあらわる」 - ジョンスミスの部下A
  - 第14話「金属人間メタリノームあらわる!!」 - オガタ博士
- ジャイアントロボ（1967年 - 1968年、NET） - レッドコブラ
- 河童の三平 妖怪大作戦 第2話「人喰いマンション」（1968年、NET）
- 戦え! マイティジャック 第25話、第26話「希望の空へとんで行け!（前編、後編）」（1968年、CX） - 坂本運転手 ※ノンクレジット
- フラワーアクション009ノ1 第1話「日本爆破アンタッチャブル」（1969年、CX）
- ブラックチェンバー 第4話「皆殺しの密輸部隊」（1969年、CX）
- プレイガール（1969年、12ch）
- キイハンター（TBS）
  - 第91話「サギと殺しの集団旅行」（1969年）
  - 第100話「妖婆と宝石泥棒」（1970年）
  - 第106話「宝石ギャング珍道中」（1970年）
  - 第136話「殺人超特急西へ」（1970年）
  - 第195話「ミイラの殺人忘年会」（1971年）
  - 第234話「頑張れ! 小さなカウボーイ 死の谷の決斗」（1972年） etc.
- 江戸川乱歩シリーズ 明智小五郎 第25話「白昼夢 殺人金魚」（1970年、12ch）
- 荒野の用心棒 第35話「赤い殺意は死の谷に燃えて…」（1973年、NET） - 赤潮の権造
- 荒野の素浪人 第2シリーズ 第16話「博徒狩り」（1974年、NET） - 四ツ木の八蔵
- 助け人走る 第31話「狂乱大決着」（1974年、ABC） - まさかりの熊
- 銭形平次 第414話「万七純情」（1974年、CX） - 弥太
- 電撃!! ストラダ5 第8話「札束に手を出すな!」（1974年、NET）
- バーディー大作戦 第12話「縛り首の木のある恐い町」（1974年、TBS）
- 白い牙 第24話「復讐の呼び声」・第25話「復讐の炎」（1974年、NTV）
- 日本沈没 (TBS) - 阿部の部下
  - 第8話「怒りの濁流」（1974年）
  - 第11話「京都にオーロラが!!」（1974年）
- 大江戸捜査網 (12ch→TX)
  - 第214話「闇に泣く人肌観音」（1975年）
  - 第381話「命を賭けた哀しき女賊」（1979年）
  - 第442話「決死の御金蔵破り」（1980年）
  - 第567話「女郎花恋歌 逃亡の昼と夜」（1982年） - 女衒
- 太陽にほえろ! (NTV)
  - 第212話「情報」（1976年） - ベッドハウスの男
  - 第298話「われら七曲署」（1978年）
  - 第392話「流れ者」（1980年） - 元故買屋の男
  - 第401話「紙飛行機」（1980年） - 作業員
  - 第422話「令子、俺を思い出せ!!」（1980年） - 高岡の部下
  - 第452話「山さんがボスを撃つ!?」（1981年） - 作業員
  - 第463話「六月の鯉のぼり」（1981年） - 作業員
  - 第487話「ケガの功名」（1981年）
  - 第504話「バイオレンス」（1982年） - 作業員
  - 第607話「狼を追え!」（1984年） - ライエル型血液の男
  - 第677話「あなたを告訴する!」（1985年） - 「ビッグベン」の客
- Gメンシリーズ（TBS）
  - Gメン'75
    - 第67話「部長刑事暗殺」（1976年） - 麻薬の売人
    - 第112話「宇宙食の恐怖」（1977年） - ライフル乱射犯
    - 第126話「南シナ海の殺し屋」（1977年） - ヘロインの運び屋
    - 第134話「移動交番爆破事件」（1977年） - 古川平吉
    - 第178話「速水刑事を撃つ男たち」（1978年）
    - 第187話「爆弾を持ったサンタクロース」（1978年） - おでん屋の客
    - 第189話「危機一髪! お年玉爆弾カメラ」（1979年） - ショバ代を要求する男
    - 第193話「網走刑務所 吹雪の大脱走」（1979年） - 脱獄囚・アカ
    - 第232話「幽霊殺人」（1979年） - 日本兵
    - 第302話「露天風呂に浮かんだ白い死体」（1981年） - 根津儀平
    - 第312話「口紅連続殺人事件」（1981年） - 森口ケンゾウ
    - 第354話「吾輩は人食い猫である」（1982年） - 鶴岡

  - Gメン'82  第14話「香港の女必殺拳」（1983年） - バンコックの男
- ベルサイユのトラック姐ちゃん 第12話「怪談 黒百合館の怨霊」（1976年、NET）
- ジャッカー電撃隊 第10話「11コレクション!! 幸福への招待」（1977年、ANB） - クライムボス
- 大都会シリーズ（NTV）
  - 大都会 PARTII 第46話「霊感聖少女」（1978年）
  - 大都会 PARTIII 第39話「警官殺し」（1979年） - 葬儀屋
- 森村誠一シリーズII・青春の証明（1978年、MBS）
- 噂の刑事トミーとマツ（TBS）
  - 第1シリーズ
    - 第2話「トミーの初恋・夢見街」（1979年）
    - 第25話「トミー真っ青 マツのお見合い」（1980年）

  - 第2シリーズ 第31話「死ね! かよゆいギャルをだます奴」（1982年） - 高村刑事に出所報告に来た男
- ザ・スーパーガール 第34話「人妻告白 二人の夫を持つ女」（1979年、12ch）
- 江戸の牙 第13話「悲哀 北から来た男」（1979年、ANB）
- 大捜査線 第4話「傷ついた野獣」（1980年、CX）
- 仮面ライダーシリーズ（MBS）
  - 仮面ライダー（スカイライダー） 第38話「来たれ城茂! 月給百万円のアリコマンド養成所」（1980年） - ドクター・メデオ
  - 仮面ライダースーパー1 第20話「君の家に! ドグマの電話が今夜鳴る」（1981年） - ツタデンマ人間態
  - 仮面ライダーBLACK 第42話「東京-怪人大集合」（1988年） - 作業員
- 大河ドラマ (NHK)
  - 獅子の時代（1980年） - 鳶の頭
  - 太平記 第26話「恩賞の波紋」（1991年） - 僧呂
- ミラクルガール 第5話「包囲網のメロディー」（1980年、12ch ）
- 西部警察シリーズ (ANB)
  - 西部警察
    - 第54話「兼子刑事 暁に死す」（1980年） - 谷刑事の情報屋
    - 第66話「17年目の誘拐」（1981年） - 証言する作業員
    - 第118話「あの歌をもう一度」（1982年） - 銃弾の闇取引相手
    - 第123話「1982年・春 松田刑事・絶命!」（1982年） - 元 売人の男

  - 西部警察 PART-II
    - 第12話「10年目の疑惑」（1982年） - 榎本明（東光金融社長）
    - 第39話「謎の亡命者」（1983年） - 情報屋

  - 西部警察 PART-III
    - 第5話「生命果つるとも」（1983年） - 有田常次
    - 第27話「銃撃」（1983年） - 成川
    - 第28話「大将と二等兵」（1983年） - 麻薬中毒患者
    - 第41話「幻のチャンピオン」（1984年） - 水野
    - 第62話「母と子の約束」（1984年） - 情報屋
    - 第68話「愛の旅立ち」（1984年） - カトレア丸を証言する男
- 走れ!熱血刑事 第11話「転落のヒーロー」（1981年、ANB） - 神島
- 関ヶ原 第3話「男たちの祭り」（1981年、TBS） - 毛利家（吉川家）家臣
- ザ・ハングマン 第36話「恐怖の処刑 空中引き回し」（1981年、ABC）
- ドラマ人間模様 / 新・事件 わが歌は花いちもんめ（1981年、NHK）
- 同心暁蘭之介 第9話「闇に哀しみの花が散った」（1981年、CX）
- 立花登 青春手控え 第5話「花一輪」（1982年、NHK）
- 新五捕物帳 第171話「男の挽歌」（1982年、NTV） - 女衒・源助
- 土曜グランド劇場（NTV）
  - あんちゃん 第13話「銀行強盗がやって来たア」（1983年）
  - 事件記者チャボ! 第10話「チャボに恋したイジワル婆ちゃん」（1984年） - 運転手
- 連続テレビ小説（NHK）
  - おしん 第160話（1983年） - 店の客
  - 君の名は（1991年）
- メタルヒーローシリーズ（ANB）
  - 宇宙刑事シャリバン 第23話「コピー時代の恐怖・そっくり人間大集合」（1983年） - 強盗
  - 特救指令ソルブレイン 第10話「わしら純情放火団」（1991年） - 阿部清
  - 特捜エクシードラフト 第23話「死を呼ぶ愛の説得」（1992年） - 元泥棒トリオの一人
  - 特捜ロボ ジャンパーソン 第10話「福の神に御用心」（1993年）
- 特捜最前線 第410話「愛子・運河の街の女!」（1985年、ANB）
- 私鉄沿線97分署 第45話「UFO少年“ホシ”に接近!!」（1985年、ANB）
- スケバン刑事III 少女忍法帖伝奇 第36話「伊豆の秘湯に隠された秘密」、第40話「大洪水!!風魔最強最後の術」（1986年、CX） - 風間小次郎
- ベイシティ刑事 第8話「想い出は危険がいっぱい」（1987年、ANB）
- ゴリラ・警視庁捜査第8班 第16話「無法の街に愛を」（1989年、ANB）
- 白旗の少女（1990年、CX）
- 土曜ワイド劇場 / 西村京太郎トラベルミステリー 第23作「陸中海岸殺人ルート」（1993年、ANB）

### オリジナルビデオ
- ゆけゆけAV新撰組 天使たちのHな大戦争（1992年、ステラ）